# Show Me Heaven (Lili & Susie-låt)

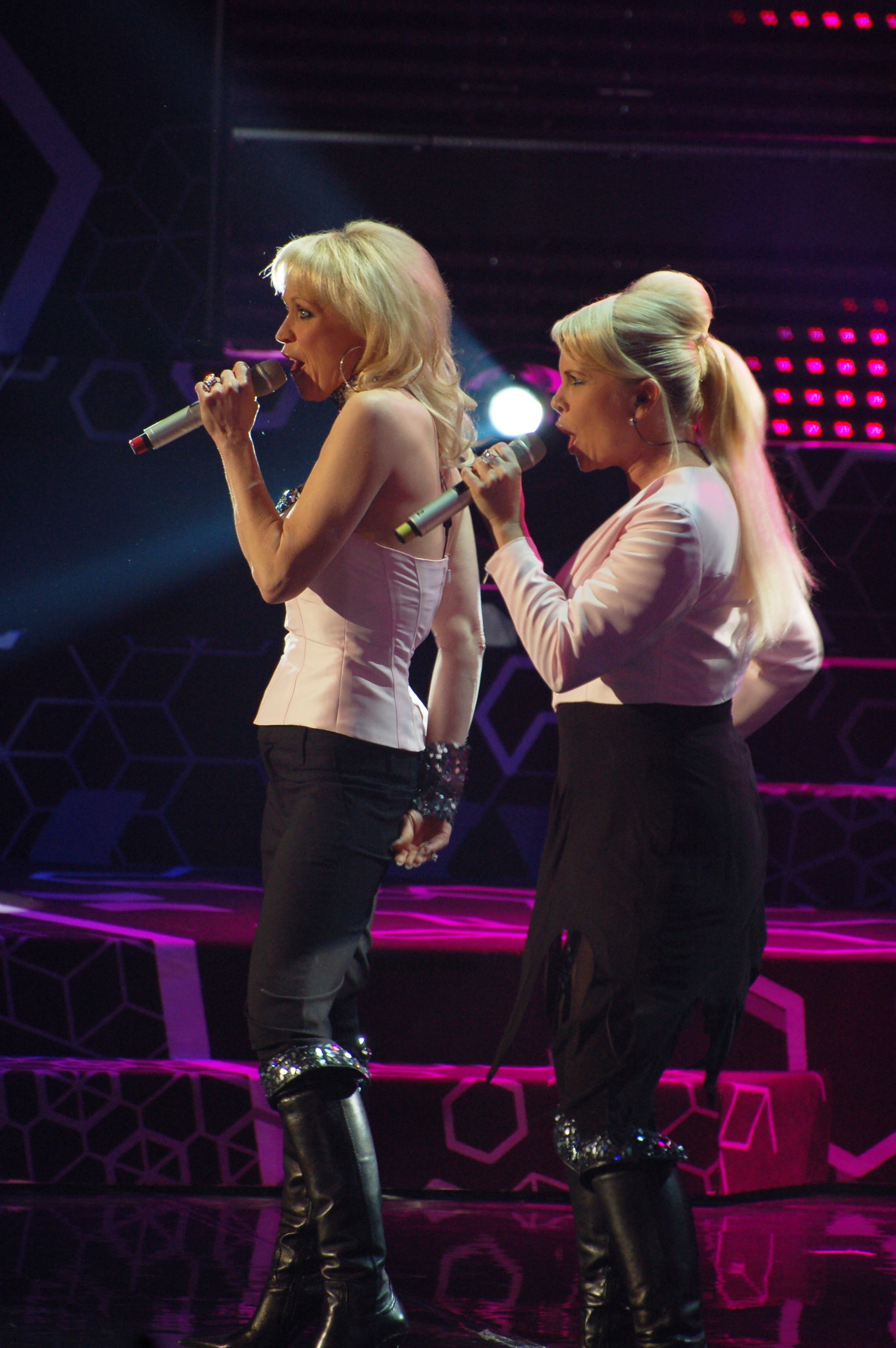
Lili & Susie med låten Show Me Heaven i Melodifestivalen 2009.

Show Me Heaven är en poplåt skriven av Pär Lönn, Thomas G:son, Calle Kindbom, Susie Päivärinta, Nestor Geli, och framförd av Lili & Susie i den svenska Melodifestivalen 2009. Låten deltog vid den andra deltävlingen i Skellefteå Kraft Arena den 14 februari 2009, och gick vidare till andra chansen för att där slås ut.
Singeln låg som högst på sjätte plats på den svenska singellistan.
Melodin testades på Svensktoppen, där den gick in den 19 april 2009  men var utslagen veckan därpå .
Låten låg 2009 även på Lili & Susies samlingsalbum Nu och då - Det bästa med Lili & Susie.
Under Melodifestivalen 2012 var låten med i "Tredje chansen".

## Listplaceringar
| Lista (2009) | Topplacering |
| ------------ | ------------ |
| Sverige      | 6            |